# Пасопишаро
Пасопишаро је насеље у Италији у округу Катанија, региону Сицилија.
Према процени из 2011. у насељу је живело 396 становника. Насеље се налази на надморској висини од 655 м.